# Nistra coelatalis
Nistra coelatalis is een vlinder uit de familie van de grasmotten (Crambidae). De wetenschappelijke naam van de soort is voor het eerst geldig gepubliceerd in 1859 door Francis Walker.
De soort komt voor in India, Sri Lanka, Indonesië (West-Papoea).